# Nigar Jamal
Nigar Jamal (en azerí Nigar Camal; Bakú, 7 de septiembre de 1980) es una cantante azerí de R&B, soul y pop residente en Londres desde 2005.

## Primeros años
En 1997, comenzó a estudiar economía y gestión en la Universidad Khazar, completando tres de los cuatro cursos. Antes de iniciar su carrera como cantante, Jamal fue ama de casa durante cinco años.

## Carrera

### Eurovisión 2011
Con Eldar Gasimov, participó en la selección nacional de Azerbaiyán al festival de Eurovisión Milli Seçim Turu 2011, ganaron y  bajo el nombre Ell & Nikki se presentaron al festival en Düsseldorf, donde pasaron la primera semifinal y ganaron en la final del 14 de mayo de 2011 con la canción "Running Scared" obteniendo un total de 221 puntos. El dúo se formó para participar en el concurso, pero anteriormente no actuaban juntos, sino que llevaban carreras independientes.

### Después de Eurovisión
El 1 de diciembre de 2011, Jamal presentó su primer sencillo en solitario tras Eurovisión y su correspondiente videoclip, "Crush on You". Posteriormente se publicó nuevo material, incluyendo un dueto con Miri Yusif titulado "Qal"; y otro dueto con el ganador de Eurovisión 2008 Dima Bilán titulado "Come Into My World".
El 11 de agosto de 2012, lanzó su primer álbum de estudio Play With Me. Colaboró con el compositor danés Boe Larsen para el álbum.
A primeros de 2014, fue jurado en la versión turca de Factor X.

## Vida personal
Jamal reside en Enfield, Londres con su marido Haluk Cemal, de origen turco-chipriota, y sus dos hijas, Jasmine y Saida.